# Antoine Saugrain
Pour les articles homonymes, voir Saugrain.
Antoine François Pierre Saugrain, dit parfois « Saugrain de Vigny » ou « Vigni », né le 17 février 1763 à Paris et mort le 5 mars 1820 à Saint-Louis (Missouri), est un médecin, naturaliste, physicien et chimiste français, émigré aux États-Unis dont il a pris la nationalité. Il est célébré dans l'histoire américaine en tant que premier scientifique de la vallée du Mississippi.

## Biographie
Fils de Antoine-Claude Saugrain et de Marie Brunet, Antoine Saugrain est issu d’une lignée de huit générations de libraires et d’imprimeurs parisiens descendant de Jean Saugrain. Dernier né de sa fratrie, il a un frère et trois sœurs, dont l’une, Marie-Louise Saugrain, a épousé le 14 juillet 1787 à Paris le célèbre médecin Joseph-Ignace Guillotin.
Formé à Paris depuis son plus jeune âge aux études classiques ainsi qu’à la médecine, la chirurgie, la chimie, la minéralogie, l’histoire naturelle, auprès de maîtres reconnus, dont le Dr. Guillotin lui-même, ainsi, entre autres, que Antoine Petit, Augustin Roux, Jean D’Arcet, Jean-Baptiste-Michel Bucquet, Antoine-François Fourcroy, Mathurin Jacques Brisson, il est à ses 19 ans bien plus instruit qu’on ne l’est communément à cet âge et a notamment déjà exercé avec succès la chirurgie à l’Hôtel-Dieu,.

### Premier séjour en Amérique (Nouvelle Orléans)
En 1782, grâce à ses qualités et à la faveur des relations et soutiens - notamment du Dr Guillotin - dont il bénéficie au sein des milieux des sciences et des arts parisiens, il effectue un premier séjour en Amérique pour servir comme physicien et chirurgien auprès de Gilbert-Antoine de Saint Maxent, commandant à la Louisiane (Nouvelle-Espagne), à l’invitation de Bernardo de Gálvez (gendre de M. de Saint Maxent), gouverneur de ce territoire,,.
Chirurgien-major du vaisseau pendant la traversée et pendant sept mois de captivité à la Jamaïque (le navire ayant été capturé en chemin par les Britanniques), il remplit ensuite les mêmes fonctions pendant près de trois ans à la Nouvelle Orléans. A ce poste, il gagne l’estime de Bernardo de Gálvez lequel, nommé depuis peu vice-roi de Nouvelle-Espagne, obtient de son beau-père qu'il soit mis au service du vice-royaume à Mexico.
Antoine Saugrain revient alors en France pour une année avec mission donnée par M. de Gálvez de constituer et de rapporter au Mexique un cabinet de physique.
Mais, le 30 novembre 1786, alors que le départ de Saugrain pour Mexico allait bientôt avoir lieu, le décès du vice-roi Bernardo de Gálvez est annoncé, cette perte mettant un terme à la mission en cours comme à la fonction promise au Mexique.
Toutefois, un nouveau projet se dessine rapidement.

### Second séjour en Amérique (rivière Ohio)
Connaissant l’idée déjà exprimée par le Dr. Guillotin de s’expatrier un jour en Amérique avec quelques proches et relations pour y fonder une petite colonie, et de la nécessité que quelqu’un aille préalablement découvrir les lieux pour choisir le meilleur site d’établissement, Antoine Saugrain se propose d’assurer cette mission. Il participera pour cela à une expédition dirigée au nom de l’Académie Royale des Sciences par un botaniste, M. Picqué, avec mission d’explorer le territoire de la rivière Ohio et d’étudier son histoire naturelle.
Afin d’assurer aux deux scientifiques le meilleur soutien en Amérique, le Dr Guillotin leur remet une lettre de recommandation (datée du 18 juin 1787) à l’attention de Benjamin Franklin (ambassadeur des USA en France de 1778 à 1785 puis président de l’Etat de Pennsylvanie). Ils sont aussi porteurs à l’attention de Benjamin Franklin de lettres d'introduction élogieuses de Louis-Guillaume Le Veillard et Jean D'Arcet.
Reçus à Philadelphie chez Benjamin Franklin dès leur arrivée en Amérique à l’été 1787, ils quittent ce lieu fin septembre 1787 à destination de Pittsburgh (anciennement « Fort Pitt »), ville choisie comme point de départ de leur expédition. En prévision de possibles difficultés, ils sont munis d’une lettre d'introduction de Thomas Jefferson (alors ambassadeur des USA en France, succédant à Benjamin Franklin) à l’attention du général George Rogers Clark, héros et pionnier de la guerre d'indépendance.
Retardés à Pittsburgh durant plusieurs mois par les conditions hivernales, période que Saugrain met à profit pour examiner les ressources minières des environs et étudier la capacité des différentes espèces de bois des environs à produire de la potasse, ils sont rejoints pour la suite de l’expédition par le capitaine David Pierce (un américain de Virginie) et un ancien officier de la Légion de Pulasky, le français Raquet (ou Raguet).
Le 19 mars 1788, tous quatre engagent leur descente du fleuve Ohio avec, sur le bateau, équipement et chevaux mais, dès le 24 mars, ils sont pris sous le feu d’un groupe d’indiens puis agressés à bord : Le botaniste, M. Picqué, est poignardé mortellement et scalpé ; l’ancien officier, M. Raquet, blessé au bras d’un coup de feu et ne sachant pas nager, disparaît dans le fleuve ; Pierce et Saugrain parviennent à s’enfuir, ce dernier souffrant toutefois d’un doigt fracturé et d’une blessure par balle au cou.
Le 30 mars 1788, ils parviennent à rejoindre un fort situé en face de Louisville où Saugrain est accueilli par le colonel Ephraim Blaine (en), qu'il avait déjà rencontré à Pittsburgh. Il y reçoit durant plusieurs semaines les soins d’un chirurgien de l’armée et se livre dès qu’il le peut à diverses observations scientifiques sur les ressources locales,.
Le 11 mai 1788, il embarque sur un bateau à destination de Pittsburgh, avant de repartir pour Philadelphie où il arrive le 20 juillet. Reçu chez Benjamin Franklin, Saugrain y rencontre notamment Jacques Pierre Brissot de Warville ; l'écrivain fera état de leur échange dans son ouvrage Nouveau Voyage en Septentrionale Amérique,.

### Installation définitive aux États-Unis
Début 1789, Antoine Saugrain est de nouveau en France mais n’en oublie pas son projet d’installation aux États-Unis, les événements et conséquences de la Révolution l'y encourageant plus encore,.
Le 27 avril 1790, il reçoit, au nom du roi, l'autorisation de quitter la France pour l'Amérique et, le 25 mai 1790, il est l'un des 119 passagers qui embarquent à bord du Nautilus of Scarborough dans le port du Havre pour huit semaines de traversée à destination d'Alexandria.
Il s'installe en premier lieu à Gallipolis (Ohio) où il participe à la fondation d'une communauté d'émigrés français, issus pour la plupart des classes supérieures et fuyant la Révolution. Mais la colonie française se heurte à de nombreuses difficultés : des spéculateurs américains ont en effet organisé la Compagnie foncière du Scioto pour vendre en France des terres indiennes sur la base de fausses promesses. Trompés par les spéculateurs, les candidats à l'installation sont de plus, pour beaucoup d'entre eux, inaptes à affronter la vie rude et périlleuse offerte par ce nouveau pays,.
Fort de son expérience de 1788 sur le fleuve Ohio, Saugrain a quant à lui choisi l'Amérique en connaissance de cause et, achetant des terres pour 1200 livres, il s'y installe avec résolution.
Partageant les difficultés des colons, il se fait remarquer parmi eux pour ses connaissances scientifiques et acquiert rapidement une grande réputation dans toutes les colonies du Kentucky et de l'Ohio. A la fois, médecin, naturaliste, chimiste, physicien, il se livre notamment avec succès à la vaccination contre la petite vérole et produit aussi divers instruments, tels que des lampes phosphoriques, des aéromètres, des baromètres, des allumettes au phosphore, entre autres,.
Le 20 mars 1793, à Kanawha County, il épouse Geneviève Rosalie Michau, émigrée française elle-aussi, née en 1776 à Paris, qui lui donnera sept enfants entre 1797 et 1813.
En 1797, le couple s'installe pour un temps à Lexington, où le savoir d'Antoine Saugrain a été sollicité par une entreprise du Kentucky pour améliorer la qualité d'une production de barres de fer. Les deux premiers enfants du couple naîtront à Lexington (en 1797 et 1799). Dans cette ville, il poursuit la mise en pratique de ses connaissances scientifiques pour fabriquer et vendre, au détail ou en gros, une variété de produits utiles allant de la grenaille au vinaigre.
Toutefois, tenté par une installation en Haute Louisiane, il entre en contact dès 1797 avec le lieutenant-gouverneur de ce territoire, Zénon Trudeau, lequel lui offre une concession de terre à Saint-Louis.
Le déménagement de la famille Saugrain pour Saint-Louis sera effectif début 1800.

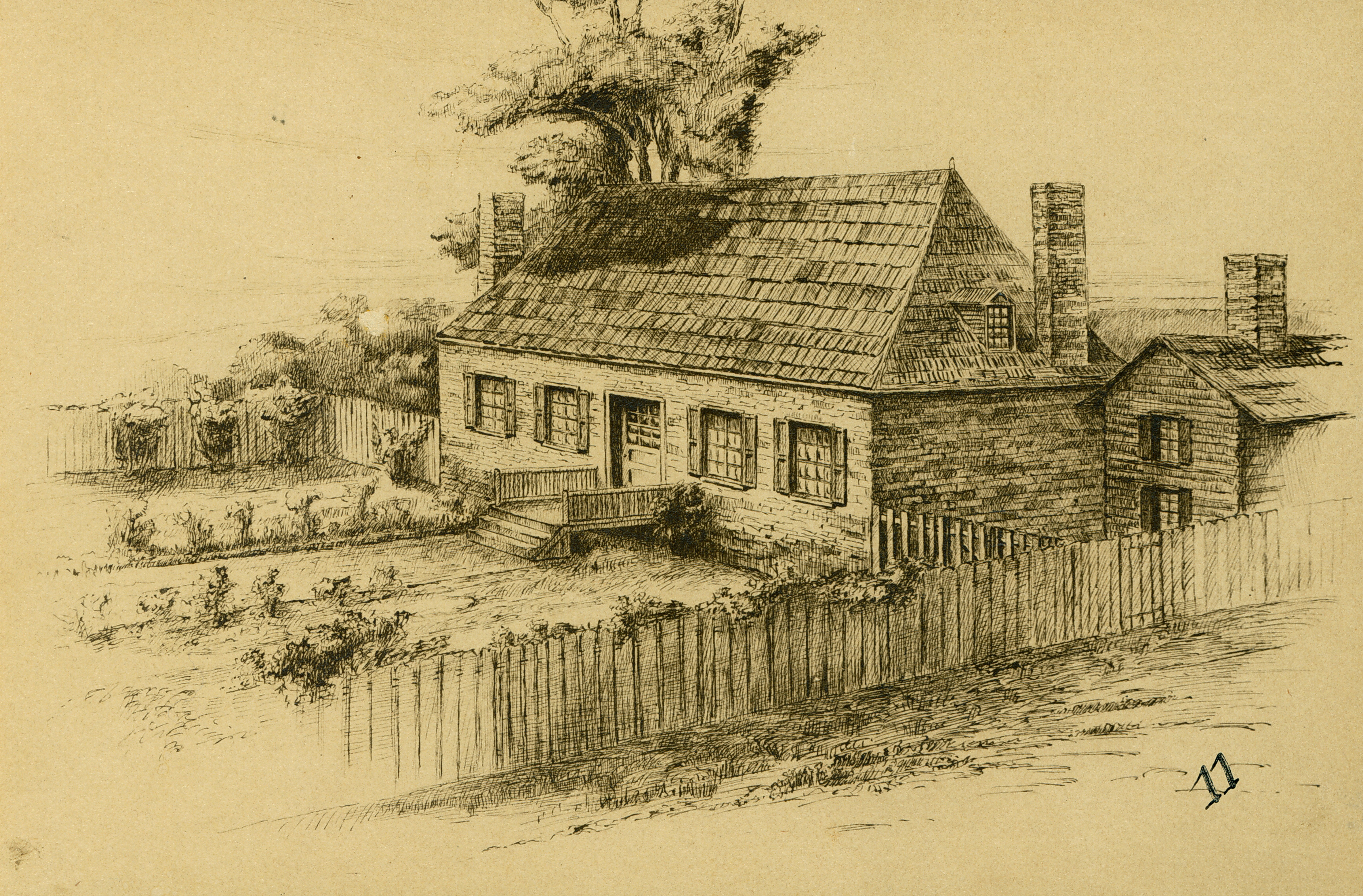
Demeure Saugrain à Saint-Louis

Dès son arrivée, il est nommé chirurgien du poste de l'armée espagnole à Saint-Louis et poursuit parallèlement ses diverses activités scientifiques.
En 1806, après la cession de la Louisiane aux Etats-Unis (en 1803), il est nommé chirurgien à Fort Belle Fontaine par le président des Etats-Unis, Thomas Jefferson.
Longtemps seul médecin de la région, il assure surtout un service médical essentiel auprès de la population.
Il conforte notamment sa renommée, déjà acquise, en introduisant à Saint-Louis la vaccination Jenner contre la variole, la dispensant gratuitement pour les indigents.

### L'expédition Lewis et Clark
Les sources divergent concernant le degré de relation et de coopération vécu par Antoine Saugrain avec les deux célèbres explorateurs.
Certains auteurs assurent que Saugrain, qui bénéficiait d'une grande notoriété médicale et scientifique au moment où Lewis et Clark sont arrivés dans la région en 1803 (ils séjournèrent cinq mois au Camp Dubois) et une capacité évidente à leur apporter une aide, a certainement été une ressource pour les "capitaines" en les équipant de thermomètres et d'allumettes, en plus de fournitures médicales,,,.
D'autres pensent qu'il n'en est rien, considérant, entre autres, que Lewis et Clark avaient acquis leurs fournitures (dont trois thermomètres) non pas à Saint-Louis mais à Philadelphie et que leur journal témoigne qu'ils ont cessé d'enregistrer les températures lorsque leur troisième et dernier thermomètre s'est brisé. Ils reconnaissent toutefois que Saugrain accompagna l'expédition, "avec d'autres Saint-Louisiens distingués", jusqu'à Saint Charles.

### Postérité
Antoine-François Saugrain meurt le 5 mars 1820 à Saint-Louis.
Bien qu'aucune découverte scientifique ne lui soit véritablement attribuée, il est reconnu dans l'histoire des Etats-Unis (les nombreuses sources bibliographiques en témoignent) comme un pionnier de la science en Amérique... et, pour certains, comme un ami des explorateurs Lewis et Clark. - cf. supra.
Son épopée et sa carrière sont également un témoignage du rôle notable joué par les Français dans le développement des Etats-Unis et particulièrement dans la vallée du Mississipi.

## Hommages
- Le 16 août 1943, un cargo américain liberty ship est baptisé en son honneur "SS Antoine Saugrain (en)". Ce navire jouera un rôle important dans la bataille du golfe de Leyte (Philippines) au cours de laquelle il sera finalement torpillé et coulé par des avions japonais le 6 décembre 1944.
- Une rue de Saint-Louis a porté le nom d'Antoine Saugrain au 19e siècle[31].